# Pharsalia biplagiata
Pharsalia biplagiata là một loài bọ cánh cứng trong họ Cerambycidae.